# Dragon Lee (luchador)
Dragon Lee (Municipio de Tala, Jalisco; 15 de mayo de 1995) es un luchador profesional mexicano. Actualmente trabaja para la empresa estadounidense WWE, donde se presenta en la marca Raw.
A lo largo de su carrera, Lee ha trabajado en varias empresas de lucha libre, tales como New Japan Pro-Wrestling (NJPW), donde luchó con el nombre de Ryu Lee, Pro Wrestling Guerrilla (PWG), The Crash, All Elite Wrestling (AEW), y principalmente en el Consejo Mundial de Lucha Libre (CMLL). Su verdadero nombre no es una cuestión de registro público, como suele ser el caso de los luchadores enmascarados en México, donde sus vidas privadas se mantienen en secreto de los fanáticos de este deporte.
Entre sus logros destaca haber sido dos veces Campeón Mundial de Peso Ligero del CMLL, una vez Campeón Mundial de Peso Wélter del CMLL, una vez Campeón Peso Pesado Junior de la IWGP, dos veces Campeón Mundial Televisivo de ROH, dos veces Campeón Mundial en Parejas de ROH y una vez Campeón Norteamericano de NXT.
Lee es también el cuarto luchador en ganar títulos en ROH, CMLL y NJPW después de Rocky Romero, Matt Taven y Tama Tonga.

## Carrera

### Consejo Mundial de Lucha Libre (2014-2019)
Hizo su debut en el ring para CMLL el 1 de enero de 2014, como parte del torneo 2014 La Copa Junior. Durante el combate, Dragon Lee eliminó a Herodes Jr. , pero él mismo fue eliminado por Cachorro.como el tercer hombre eliminado en el torneo que eventualmente ganó Super Halcón, Jr. Dragon Lee fue referido como parte de Generación 2014 de CMLL , un grupo de luchadores que todos hicieron su debut alrededor de enero de 2014 y también incluyeron Black Panther , Cachorro, Espíritu Negro, Flyer, Hechicero, El Rebelde y Star Jr. Un mes después de su debut en CMLL, Dragon Lee participó en el torneo Torneo Gran Alternativa 2014 , que es un equipo en pareja que tiene un equipo de lucha libre novato con un luchador experimentado para el torneo. Para el torneo, Dragon Lee se asoció con su hermano mayor Rush. En la primera ronda, los hermanos derrotaron a Negro Casas y Canelo Casas, y luego derrotaron a Herodes Jr. y Shocker en la segunda ronda antes de perder ante los eventuales ganadores del torneo Bárbaro Cavernario y Niebla en la semifinal del torneo.
A principios de 2015, Lee comenzó una rivalidad histórica con el luchador japonés Kamaitachi. La prolongada historia de la caballería culminó el 20 de marzo en el espectáculo Homenaje a Dos Leyendas. Los dos hombres enmascarados se enfrentaron en una Lucha de Apuestas, con ambos luchadores arriesgando su máscara en el resultado. Dragon Lee derrotó a Kamaitachi dos caídas a una, lo que obligó a su rival a desenmascarar. El 5 de abril de 2015, Dragon Lee ganó su primer campeonato de lucha libre profesional, cuando derrotó a Virus para capturar el Campeonato Mundial de Peso Ligero del CMLL.
En enero de 2016, Dragon Lee hizo su debut en Japón participando en la gira de coproducción de FantasticaManía de CMLL y New Japan Pro-Wrestling (NJPW). En el quinto programa de la gira, defendió con éxito el Campeonato Mundial de Peso Ligero del CMLL contra Virus. Después del partido, Dragon Lee fue atacado por Kamaitachi, lo que llevó a un combate al día siguiente, donde Dragon Lee perdió el Campeonato Mundial de Peso Ligero CMLL. Dragon Lee recuperó el campeonato de Kamaitachi el 4 de marzo cuando ambos tuvieron una revancha en Ciudad de México. Dragon Lee se involucró en una rivalidad con La Máscara, una historia que surgió de la pelea de La Máscara con toda la familia Muñoz. La Máscara y Rush se habían unido como Los Ingobernables juntos durante años, pero durante el verano de 2016 el grupo se había separado. Inicialmente, la pelea se centró en Rush y La Máscara, pero cambió de enfoque desde Rush a Dragon Lee. El 5 de agosto, Dragon Lee hizo un desafío para una Máscara contra Máscara Lucha de Apuestas entre los dos, que fue aceptada por La Máscara. El 2 de septiembre en el octavo Aniversario Show, Dragon Lee derrotó a La Máscara y ganó la segunda máscara de su carrera. En enero de 2017, Dragon Lee participó en FantasticaManía, defendiendo con éxito el Campeonato Mundial de Peso Ligero del CMLL contra Bárbaro Cavernario durante el evento del 20 de enero.  Dragon Lee como participante en el Gran Premio Internacional 2017 . Fue eliminado del torneo cibernético el 1 de septiembre por Juice Robinson.
El 28 de septiembre de 2019, CMLL anunció que habían despedido tanto a Dragon Lee como a Rush por no seguir las pautas establecidas por el departamento de programación. Según Dave Meltzer, CMLL no estaba contento con Lee, ya que participó en Battle of Los Angeles de Pro Wrestling Guerrilla después de que le dijeron que no trabajara en el torneo.

### Ring of Honor (2016-2017, 2019-2021)
Dragon Lee hizo su debut en el Ring of Honor (ROH) el 30 de septiembre de 2016, en la All Star Extravaganza VIII de ROH, en una victoria sobre Kamaitachi. Lee no tuvo éxito en una danza de tres vías para el Campeonato Mundial de la Televisión de ROH, contra Marty Scurll y Will Ospreay en Final Battle, donde Scurll retuvo su título.
En enero de 2019, se anunció que Dragon Lee firmó un contrato exclusivo con ROH.
El 13 de diciembre en Final Battle, Dragon Lee derrotó a Shane Taylor para ganar el Campeonato Mundial Televisivo de ROH.

### New Japan Pro-Wrestling (2017-2020)
El 5 de enero de 2017, Dragon Lee regresó sorpresivamente a NJPW, atacando a Hiromu Takahashi (el ex-Kamaitachi) y Tetsuya Naito durante su combate contra Kushida y Michael Elgin. Tras la lucha, Dragon Lee posó con el cinturón del Campeonato Peso Pesado Junior de la IWGP de Takahashi. Esto llevó a Lee desafiando sin éxito a Takahashi por el título el 11 de febrero en The New Beginning in Osaka. El siguiente mayo, Dragon Lee se dio cuenta de uno de sus objetivos en la lucha libre profesional, cuando fue anunciado como participante en el torneo Best of the Super Juniors 24. En su primer combate  del torneo el 17 de mayo, Dragon Lee le dio a su rival Hiromu Takahashi su primera derrota en individuales desde que regresó a Japón a finales de 2016. 
Dragon Lee terminó el torneo el 31 de mayo con un récord de cuatro victorias y tres pérdidas, al no poder avanzar a la final. Dragon Lee regresó a NJPW el siguiente octubre, formando equipo con Titán en el Torneo Super Jr. Tag 2017 , del que fueron eliminados en la primera ronda por Bushi e Hiromu Takahashi. El 7 de mayo, NJPW anunció a Lee como participante en el torneo  Best of the Super Juniors 2018. El 7 de julio en G1 Special: San Francisco, Lee desafió a Hiromu Takahashi por el Campeonato Peso Pesado Junior de la IWGP. Sin embargo, él no ganó el título.
El 6 de abril de 2019 en G1 Supercard, Dragon Lee derrotó a Taiji Ishimori y Bandido en un Triple Threat Match para ganar el Campeonato Peso Pesado Junior de la IWGP siendo su primer título en NJPW, con eso se convirtió en el tercer mexicano en tener el Título (detrás de Juventud Guerrera y Místico, quienes fueron el primero y el segundo, respectivamente).
El 8 de diciembre de 2019, Dragon Lee, regresó a NJPW cambiándose su nombre de Ryu Lee, desafió a Jushin Thunder Liger a ser el oponente final de Liger en Wrestle Kingdom 14.

### Circuito independiente (2018-2022)
Trabajar para CMLL le permite a Dragon Lee tomar reservas independientes para los días en que no es necesario para los shows de CMLL, lo que le ha permitido a Dragon Lee trabajar tanto en el circuito independiente mexicano como en el estadounidense, a veces junto/contra otros luchadores de CMLL. Desafió a Shane Strickland por el Campeonato de peso Semipesado de PCW como parte del programa de pago por evento Opposites Attack de PCW, pero perdió. El 6 de julio de 2018, Dragon Lee compitió en el All Pro Wrestling/Pro Wrestling Revolution promovió conjuntamente el torneo "King of Indies", derrotando a Ryusuke Taguchi en la primera ronda, Brody King en las semifinales y Flip Gordon para ganar todo el torneo.
El 7 de noviembre de 2019, Lee apareció en la empresa AAA en la conferencia de prensa en donde, se anunció como retador al Megacampeonato de AAA de Kenny Omega en Triplemanía Regia, sin embargo salió derrotado en su debut.

### All Elite Wrestling (2022)
Lee hizo su debut para All Elite Wrestling (AEW) en el episodio del 17 de agosto de 2022, de Dynamite, participando en la primera ronda del torneo por los Campeonatos Mundiales de Tríos de AEW. Ahí, hizo equipo con los miembros de La Facción Ingobernable, Andrade El Ídolo y su hermano Rush, para enfrentarse a Los Young Bucks y a su pareja de equipo misteriosa, quien era Kenny Omega. El combate concluyó con Omega y los Bucks emergiendo victoriosos, luego de que el primero le aplicara la cuenta a tres a Lee. Tras el encuentro, El Ídolo y Rush lo atacaron y le quitaron su máscara.

### WWE (2022-presente)
El 28 de diciembre de 2022, luego de hacer equipo con su hermano Dralistico y derrotar a FTR en un combate por los Campeonatos Mundiales en Parejas de AAA durante el evento AAA Lucha Libre: Noche de Campeones, Lee anunció que había firmado un contrato con WWE, y que esperaba comenzar a trabajar para la empresa en enero de 2023. El mismo día, la compañía confirmó esto mediante una publicación en su página oficial, además de mostrarlo como un nuevo recluta del roster de la marca NXT.
Hizo su primera aparición entre el público de NXT en el episodio especial NXT Roadblock. Cuatro días después tuvo su primera lucha en un NXT Live del 11 de marzo, derrotando a Eddy Thorpe. El 21 de marzo de 2023, fue elegido como uno de los oponentes de Wes Lee en un combate por el Campeonato Norteamericano de NXT en NXT Stand & Deliver el 1 de abril, donde participó en un Fatal 5-Way match por el título en un esfuerzo perdido. En NXT Battleground en mayo, Lee desafió a Noam Dar por el NXT Heritage Cup de este último, aunque perdió debido a la interferencia de Jakara Jackson y Lash Legend. 
De agosto a diciembre, su primera historia en WWE fue un feudo con Dominik Mysterio, quien era el Campeón Norteamericano de NXT. Lee se enfrentó varias veces a Mysterio por el título, siendo derrotado. Comenzó a aparecer en SmackDown en septiembre y fue reclutado silenciosamente por la marca. El 25 de noviembre en Survivor Series: WarGames, Lee ocupó el lugar de un lesionado Carlito, a quien había acudido a salvar de un ataque de Latino World Order y se enfrentó a Santos Escobar, pero no logró vencerle. En NXT Deadline, derrotó a Dominik para ganar el Campeonato Norteamericano, marcando su primer título individual en la empresa y convirtiéndose en el cuarto luchador mexicano en ganar un título en NXT. En el episodio del 12 de diciembre, Lee defendió con éxito el título en su primera defensa del título contra Tyler Bate.

## Vida personal
Lee es hijo del luchador profesional Arturo Muñoz, que actualmente trabaja para CMLL bajo el nombre de La Bestia del Ring, aunque la relación familiar no se reconoce en los shows de CMLL. Él es la segunda persona en usar el personaje y la máscara de Dragon Lee, el primer Dragon Lee fue su hermano mayor Carlos, quien ahora lucha bajo el nombre de Dralístico. Su otro hermano, William, se presenta con el nombre de Rush.

## Campeonatos y logros
- All Pro Wrestling
  - King of Indies (2018 y 2019)

- Consejo Mundial de Lucha Libre
  - Campeonato Mundial de Peso Ligero del CMLL (2 veces)
  - Campeonato Mundial de Peso Wélter del CMLL (1 vez)

- Mucha Lucha Atlanta
  - MLA Heavyweight championship (1 vez, actual)

- New Japan Pro-Wrestling
  - IWGP Junior Heavyweight Championship (1 vez)

- Ring of Honor
  - ROH World Television Championship (2 veces)
  - ROH World Tag Team Championship (2 veces) – con Kenny King

- Lucha Libre AAA Worldwide
  - Campeonato Mundial en Parejas de AAA (1 vez) – con Dralístico[20]
- The Crash Lucha Libre
  - Campeonato en Parejas de The Crash (1 vez) – con Dralístico[21]
- Kaoz Lucha Libre
  - Kaoz Tag Team Championship (1 con) – con Dralístico[22]

- WWE
  - NXT North American Championship (1 vez)
  - WWE Speed Championship (1 vez)

- Pro Wrestling Illustrated
  - Situado en el Nº251 en los PWI 500 de 2016[23]
  - Situado en el Nº125 en los PWI 500 de 2018
  - Situado en el Nº57 en los PWI 500 de 2019[24]

- Wrestling Observer Newsletter
  - Rookie of the Year (2014)[25]
  - Lucha 5 estrellas (2019) vs. Will Ospreay en Dominion 6.9 in Osaka-jo Hall el 9 de junio
  - Lucha 5 estrellas (2019) vs. Bandido en PWG Battle of Los Angeles (Día 3) el 22 de septiembre
  - Lucha 5 estrellas (2025) vs. El Gran Americo vs. Penta en WWE Raw el 26 de Mayo

## Luchas de apuestas
| Ganador              | Perdedor             | Lugar            | Evento                         | Fecha                   | Notas |
| -------------------- | -------------------- | ---------------- | ------------------------------ | ----------------------- | ----- |
| Dragon Lee (máscara) | Kamaitachi (máscara) | Ciudad de México | Homenaje a Dos Leyendas (2015) | 20 de marzo de 2015     |       |
| Dragon Lee (máscara) | La Máscara (máscara) | Ciudad de México | 83th Aniversario del CMLL      | 2 de septiembre de 2016 |       |